# Ercole Massaglia
Ercole Massaglia (Torino, 2 luglio 1890 – Asti, 29 settembre 1941) è stato un fotografo italiano. Fu tra i principali ritrattisti della sua epoca e, in particolare, delle celebrità del cinema muto. Oltre all'uso del timbro o del marchio dello studio, era uso, a guisa pittorica, firmare alcune delle sue opere.

## Biografia

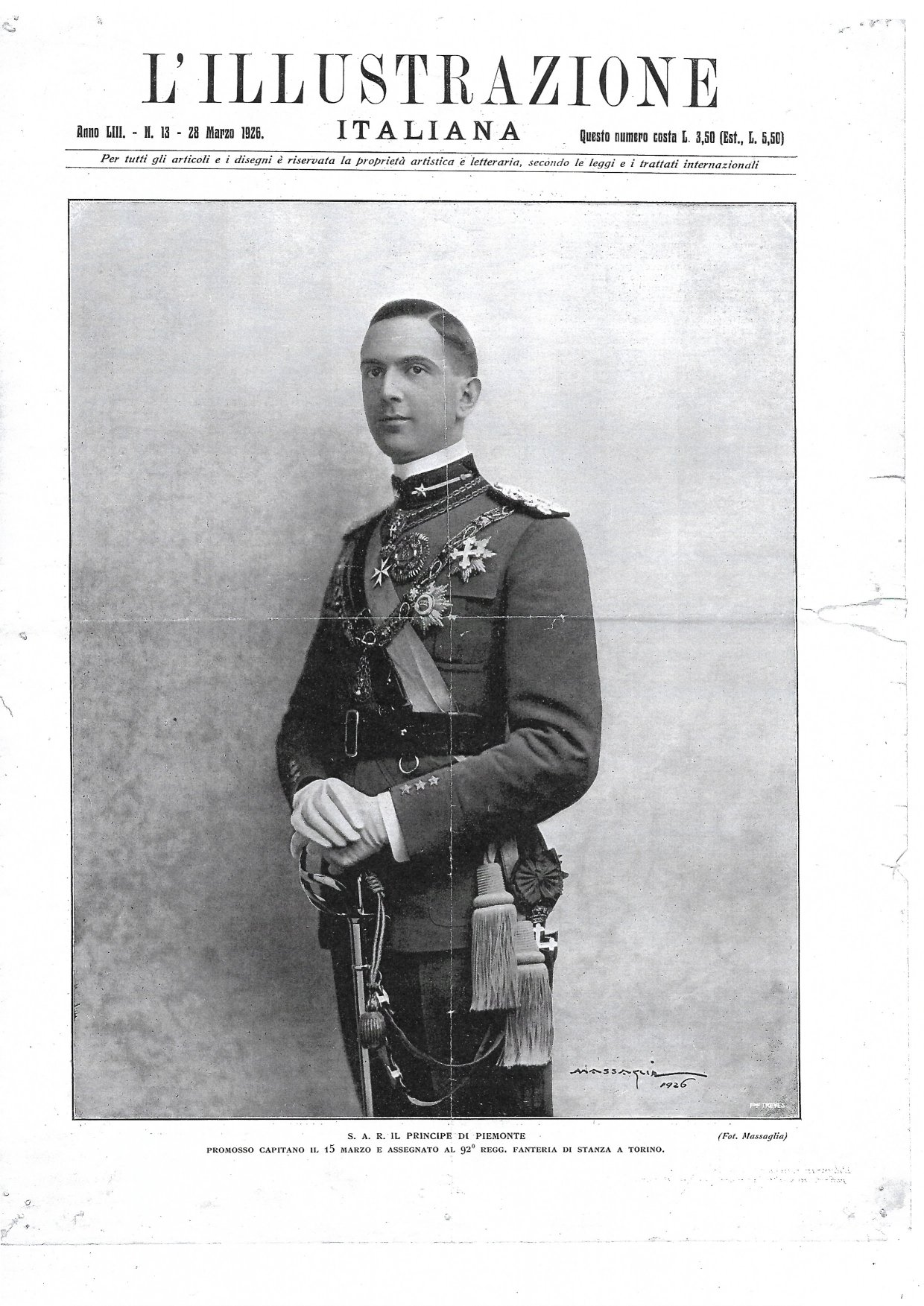
Copertina de L'Illustrazione Italiana del marzo 1926 con una foto di Massaglia di Umberto di Savoia

Nato a Torino nel 1890, nel 1902 si trasferì giovanissimo con la famiglia a Corfù, in Grecia, ma tornò in Italia poco dopo l'inizio della prima guerra mondiale. Nel 1915 fondò quindi il proprio laboratorio fotografico a Torino, lo Studio Massaglia in via Cernaia 34, che si distinse presto per la modernità della strumentazione, divenendo uno di quelli tecnologicamente più avanzati nel paese.
Fra il 1923 e il 1931 collaborò con la rivista fotografica Luci ed Ombre. Fra gli esponenti del pittorialismo, dotato di uno stile personale e moderno, nel 1923 fu premiato con la medaglia d'oro e un diploma di merito alla prima Mostra Internazionale di Fotografia, Ottica e Cinematografia, tenutasi a Torino, presso cui aveva presentato alcuni ritratti dell'attrice Paola Borboni.
Fra le personalità fotografate nel suo studio figurano i principali nomi della politica, della cultura e dell'imprenditoria dell'epoca, ma anche del neonato cinematografo e del teatro. Fu fotografo ufficiale per la casa Savoia, immortalando fra gli altri Elena del Montenegro, Umberto II di Savoia e la regina Iolanda Margherita di Savoia, ma ritrasse anche il barone Giorgio Carlo Calvi di Bergolo, la contessa Maria Ludovica Calvi, e in particolare molti celebri attori del nascente cinematografo come Lydia Quaranta, Paola Borboni, Vera Vergani, Dina Galli, Giulietta De Riso, Gianfranco Giachetti e Annibale Betrone, Tat'jana Pavlovna Pavlova, Maria Jacobini, Alda Merighi, Blanda Giachetti, Giulietta De Riso, Maria Melato, oltre a personalità della cultura fra cui Giacomo Grosso, Henri Manguin, Giacomo Bosso, Vitige Tirelli, Giacomo Grosso, Vincenzo Gemito e Leonardo Bistolfi. Sue foto sono conservate nell'archivio Galvani, nell'archivio Aylmer, nell'archivio Borrelli, nell'archivio Borione, e presso l'archivio della Fondazione CDEC, e nell'Archivio di Stato di Torino.
Nel 1924 fu nominato motu proprio dal re cavaliere della Corona d'Italia e poi ufficiale. In carriera vinse anche una medaglia d'oro al Concorso Gevaert e una medaglia Callegari.
Interessato al progresso stilistico ma anche meccanico e tecnologico, nel 1928 brevettò un originale "piede di supporto per apparecchi fotografici" (n. 275182).
Seguendo il filone stilistico del pittorialismo, nel 1927 fece un tour in Inghilterra con lo scopo di consolidare le relazioni internazionali coi colleghi britannici invitandoli a inviare le loro collezioni in Italia. L'obiettivo era avviare un salone internazionale per il pubblico italiano in cui promuovere l'arte della fotografia pittorica. Coinvolto nei successivi sviluppi artistici del modernismo e del futurismo, nel 1931 partecipò alla Prima Mostra Sperimentale di Fotografia Futurista, tenutasi a Torino. A Torino fu anche vicepresidente dell'Unione professionisti fotografi.
Morì ad Asti il 29 settembre del 1941.